# San Joaquin (Iloilo)
San Joaquin è una municipalità di seconda classe delle Filippine, situata nella Provincia di Iloilo, nella Regione del Visayas Occidentale.
San Joaquin è formata da 85 baranggay:
- Amboyu-an
- Andres Bonifacio
- Antalon
- Bad-as
- Bagumbayan
- Balabago
- Baybay
- Bayunan (Panday Oro)
- Bolbogan
- Bonga
- Bucaya
- Bulho
- Cadluman
- Cadoldolan
- Camaba-an
- Camia
- Cata-an
- Crossing Dapuyan
- Cubay
- Cumarascas
- Dacdacanan
- Danawan
- Doldol
- Dongoc
- Escalantera
- Ginot-an
- Guibongan Bayunan
- Huna
- Igbaje

- Igbangcal
- Igbinangon
- Igburi
- Igcabutong
- Igcadlum
- Igcaphang
- Igcaratong
- Igcondao
- Igcores
- Igdagmay
- Igdomingding
- Iglilico
- Igpayong
- Jawod
- Langca
- Languanan
- Lawigan
- Lomboy
- Lomboyan (Santa Ana)
- Lopez Vito
- Mabini Norte
- Mabini Sur
- Manhara
- Maninila
- Masagud
- Matambog
- Mayunoc
- Montinola

- Nadsadan
- Nagquirisan
- Nagsipit
- New Gumawan
- Panatan
- Pitogo
- Purok 1 (Pob.)
- Purok 2 (Pob.)
- Purok 3 (Pob.)
- Purok 4 (Pob.)
- Purok 5 (Pob.)
- Qui-anan
- Roma
- San Luis
- San Mateo Norte
- San Mateo Sur
- Santa Rita
- Santiago
- Sinogbuhan
- Siwaragan
- Talagutac
- Tapikan
- Taslan
- Tiglawa
- Tiolas
- To-og
- Torocadan
- Ulay